# Le Môle, vu du bassin de San Marco
Le Môle, vu du bassin de San Marco est un tableau réalisé par le peintre italien Canaletto entre 1730 et 1755, probablement au début des années 1730. De format horizontal, cette huile sur toile est un paysage urbain qui représente le Môle, soit le quai qui mène à la place Saint-Marc, à Venise. Dominée par le campanile de Saint-Marc, dans le coin supérieur gauche, sa composition comprend plusieurs barques et gondoles, au premier plan, mais aussi le Bucentaure et le palais des Doges, au plan médian. L'œuvre est conservée depuis 1949 au musée du Louvre, à Paris, en France.
Il existe une dizaine de variantes de la peinture, parmi lesquelles Le Bassin de Saint-Marc vu de la pointe de la Douane, qui se trouve à la pinacothèque de Brera, à Milan. À Moscou, en Russie, le musée des Beaux-Arts Pouchkine conserve quant à lui Le Bucentaure retournant au Môle le jour de l'Ascension.

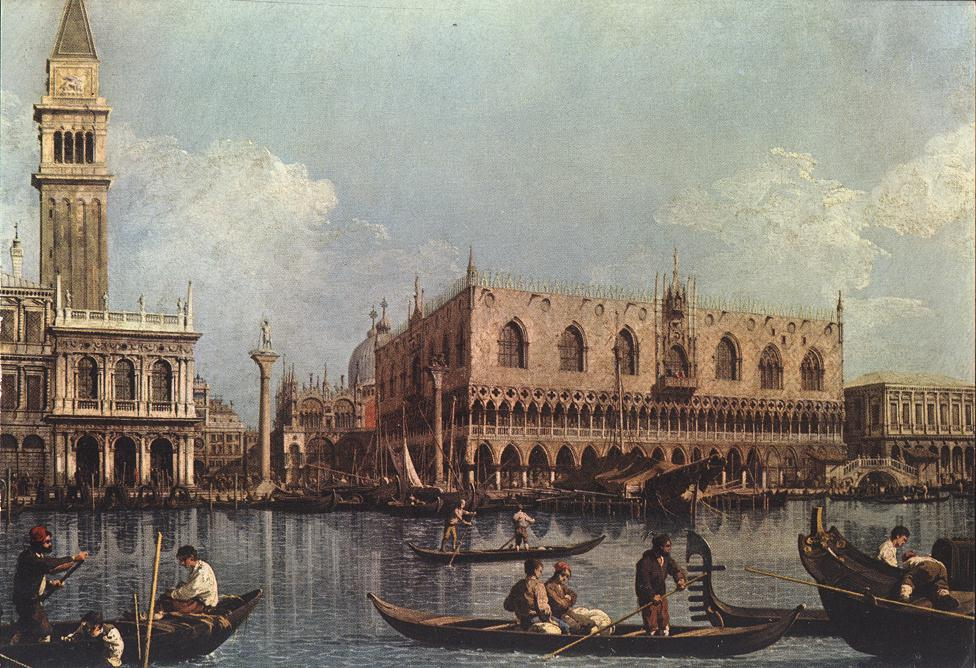
Le Bassin de Saint-Marc vu de la pointe de la Douane – Pinacothèque de Brera, Milan.
Le Bucentaure retournant au Môle le jour de l'Ascension – Musée des Beaux-Arts Pouchkine, Moscou.